# Amycle saxatilis
Amycle saxatilis  (лат.) — вид полужесткокрылых насекомых из семейства фонарницы.

## Распространение
Центральная Америка: Калифорния (San Diego County).

## Описание
Мелкие и среднего размера фонарницы, отличающиеся необычной формой головы. Длина тела самцов 12,5 мм (голова 2,8 мм), основная окраска оранжево-коричневая с белыми отметинами. Головной выступ вытянутый, треугольной формы, с параллельными сторонами, дорзо-вентрально сплющенный (сверху плоский, снизу выпуклый). Задние голени с 4-5 шипиками. Вид был впервые описан в 1914 году, а его валидность подтверждена в ходе ревизии, проведённой в 1991 году американским энтомологом Луисом Б. О’Брайеном (Lois B. O’Brien; Entomology, Florida A & M University, Таллахасси, Флорида, США).